# Moritz von Bethmann
Philipp Heinrich Moritz Alexander von Bethmann (Francoforte sul Meno, 8 ottobre 1811 – Francoforte sul Meno, 2 dicembre 1877) è stato un banchiere tedesco.

## Biografia
Figlio maggiore di Simon Moritz von Bethmann (1768-1826) e Louise Friederike nata Boode, aveva solo 15 anni quando suo padre morì. Nel 1833 divenne direttore della banca Gebrüder Bethmann. Von Bethmann si concentrò soprattutto sulla costruzione di ferrovie. Insieme alla famiglia Rothschild, fondò tre compagnie ferroviarie in successione: la Taunus-Eisenbahn AG nel 1836, la Frankfurt-Hanauer Eisenbahn nel 1844 e la Friedrich-Wilhelms-Nordbahn. Negli anni '50 dell'800 investì anche (tra le altre) nella compagnia ferroviaria centrale italiana, nella compagnia ferroviaria statale austriaca e nella Rhein-Nahe-Eisenbahn-Gesellschaft.
Dal 1854 fino alla perdita dello status di città libera da parte di Francoforte nel 1866, von Bethmann fu console generale prussiano della città. Nel 1854 fu elevato allo status di Freiherr nel Granducato di Baden.
| Controllo di autorità | VIAF (EN) 35246739 · ISNI (EN) 0000 0000 0979 4784 · CERL cnp00541619 · GND (DE) 11817634X |